# Johan Wiksten
Johan Ragnar Wiksten (ur. 26 lutego 1914 w Piteå, zm. 22 września 2000 tamże) – szwedzki biathlonista, olimpijczyk.

## Kariera
Uczestniczył w zawodach sportowych w latach 30. XX wieku. W 1936 roku wystąpił na igrzyskach olimpijskich w Garmisch-Partenkirchen, gdzie wspólnie z Gunnarem Wåhlbergiem, Sethem Olofssonem i Johnem Westberghiem zajął trzecie miejsce w pokazowych zawodach patrolu wojskowego. Był to jego jedyny sukces na międzynarodowych zawodach tej rangi.